# Col de la Grassaz
Le col de la Grassaz, anciennement orthographié col de la Grasse, est un col de France situé en Savoie, dans le massif de la Vanoise.

## Géographie
S'élevant à 2 637 mètres d'altitude, il est dominé par la pointe de la Vallaisonnay (3 020 m) à l'ouest et l'aiguille Noire (2 870 m) à l'est. Il est franchi par un sentier de randonnée reliant le Laisonnay via le refuge de la Glière dans la vallée du Doron de Champagny au sud-ouest au secteur du lac de la Plagne dans le haut de la vallée du Ponturin au nord. En période hivernale, il est traversé par un itinéraire de ski de randonnée. Avec les cols du Plan Séry et de la Croix des Frêtes, il est l'un des trois cols franchis par des sentiers de randonnée entre le sommet de Bellecôte au nord-ouest et la Grande Motte au sud-est, entre la Haute-Tarentaise au nord-est et la vallée du Doron de Champagny au sud-ouest.
Le col est situé au contact de l'unité du Vallaisonnay et de l'Aliet constituée de calcaires et de dolomies du Trias à l'ouest et à l'est avec la nappe des gypses du Quaternaire au nord et au sud.

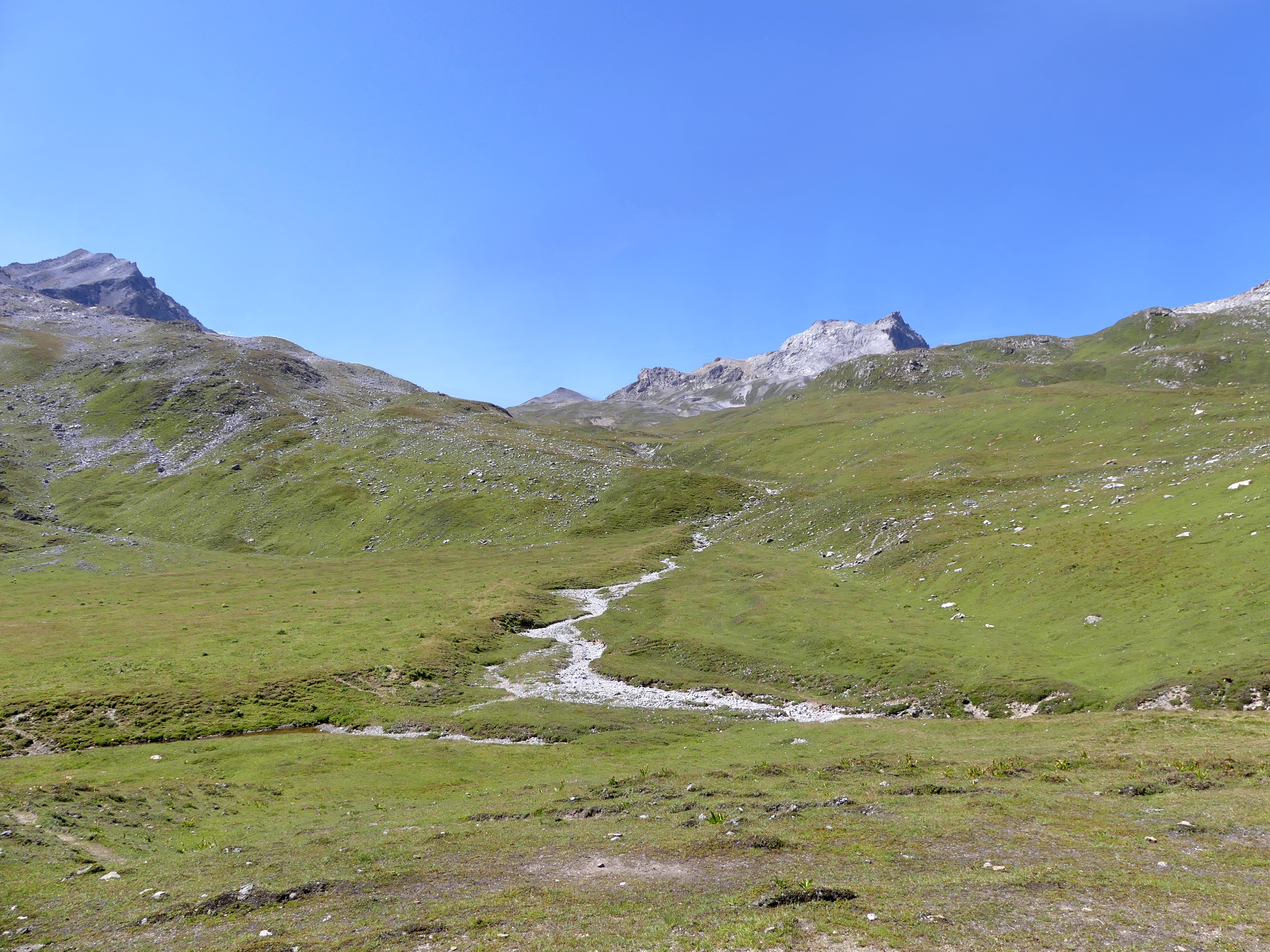
Vue depuis le nord-est du secteur du col de la Grassaz entre l'aiguille Noire à gauche et la pointe de la Vallaisonnay à droite.